# 丹东站
丹东站坐落于中华人民共和国辽宁省丹东市振兴区，为中国铁路客运一等站。丹东站是中国国铁沈丹铁路、沈丹客运专线、丹大城际铁路的终点站，也是东北东部铁路通道的重要节点，并通过鸭绿江大桥与朝鲜铁路平义线相连。

## 历史

### 满铁时期

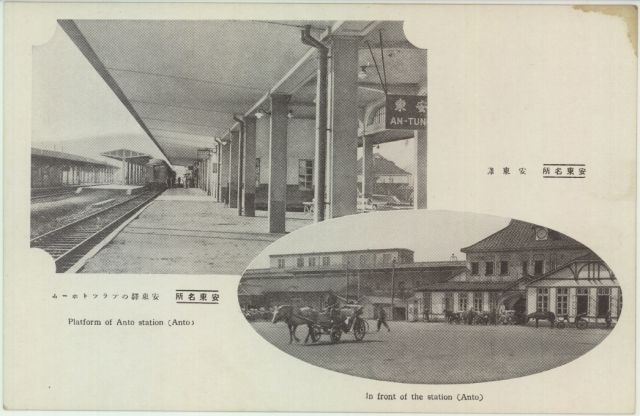
安奉铁路时期的安东站台和站房

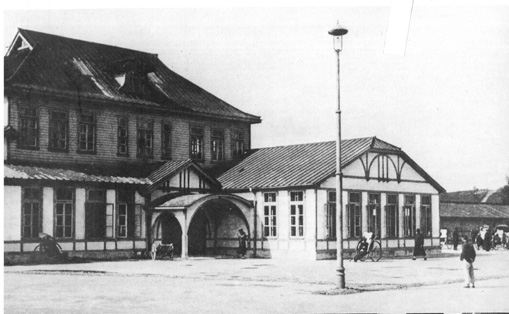
1928年扩建后的安东站

1904年，日本修建了安奉铁路（安东-奉天），即今日沈丹铁路，这是日本在华修建的最早的铁路。所设置的简易车站铁一浦驿，即今日丹东站的前身。1909年8月至1911年间，安奉铁路被日方改为标准軌距。。
1909年5月至1911年10月间，日本驻朝总督府铁道局承建鸭绿江大桥（今鸭绿江断桥）。通过此桥，安奉铁路与鲜铁京义线接轨，在华掠夺的物资可以直通釜山港运抵日本本土。鸭绿江大桥通车后，日本和清政府签订关税协定，来往安东和日治朝鲜进入的物资和人员在安东站同时接受日本和安东方面的检查:103。
1912年，铁一浦驿更名为安东驿。1914年6月，日本挟制北洋政府签定条约，对安东站场进行扩建。
1943年7月，在鸭绿江一桥上游建成第二座大桥（今中朝友谊桥），为铁路桥，同时将一桥改为公路桥。

### 中华人民共和国建国后

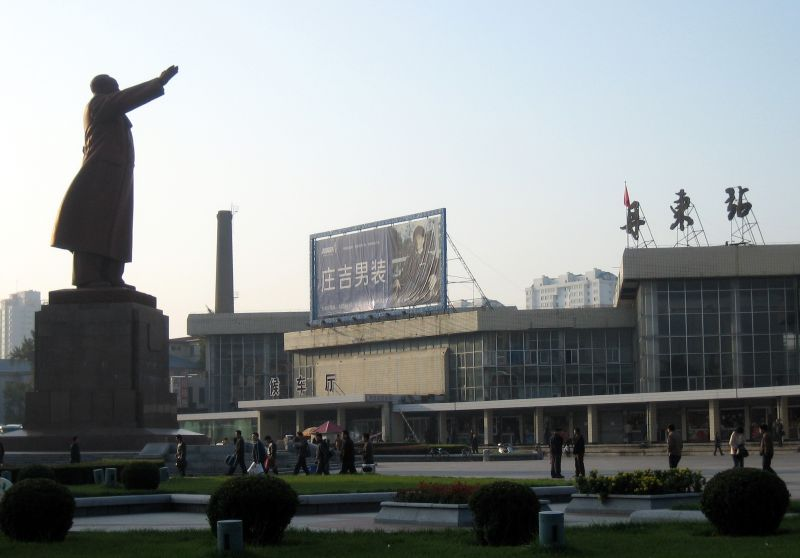
丹东站老站房（2008年改建前）

1950年10月19日，参加朝鲜战争的首批入朝部队从安东站和长甸站进入朝鲜境内，本站成為为战时前沿阵地。1954年4月1日起，根据1月25日中朝两国签定的《关于国境铁路联运的协定》，安东站正式开办中国、苏联和东欧社会主义国家同朝鲜民主主义人民共和国之间的铁路客货运输业务。
1965年1月，随着国务院批准安东市改为丹东市，安东站也同时更名为丹东站。
1987年至1989年5月14日，丹东站进行了第一次大规模改造重建。
2008年3月10日，丹东站开始进行改建；3月25日，临时站舍投入使用。2009年1月17日，新站舍部分投入使用。。
2013年11月1日，通灌铁路开通运营，丹东站增开通化方向的4320次列车。
2015年1月21日，沈丹铁路金山湾至丹东段完成转线施工，列车通过此区间时不再经过蛤蟆塘站和沙河镇站。
2015年9月1日5时32分，沈丹客运专线正式开始运营，运营初期丹东站日开行D字头沈丹动车组列车与G字头跨线列车35对，直通本溪、沈阳、北京、天津、上海、南京、济南、大连、长春、哈尔滨、吉林等大中城市。
2015年9月4日，由于沈丹客运专线开通运营适逢中国抗日战争胜利纪念日小长假，丹东站发送旅客1.8万人次，到达旅客2万人次，创下历史新高。
2015年12月17日，丹大快速铁路开通运营，开行由丹东站始发开往大连北站及大连站的本线动车组列车10对，与沈阳站始发经由丹东站往大连方向的跨线动车组列车2对，结束了丹东站没有过路列车的历史。

## 车站设施

### 站房

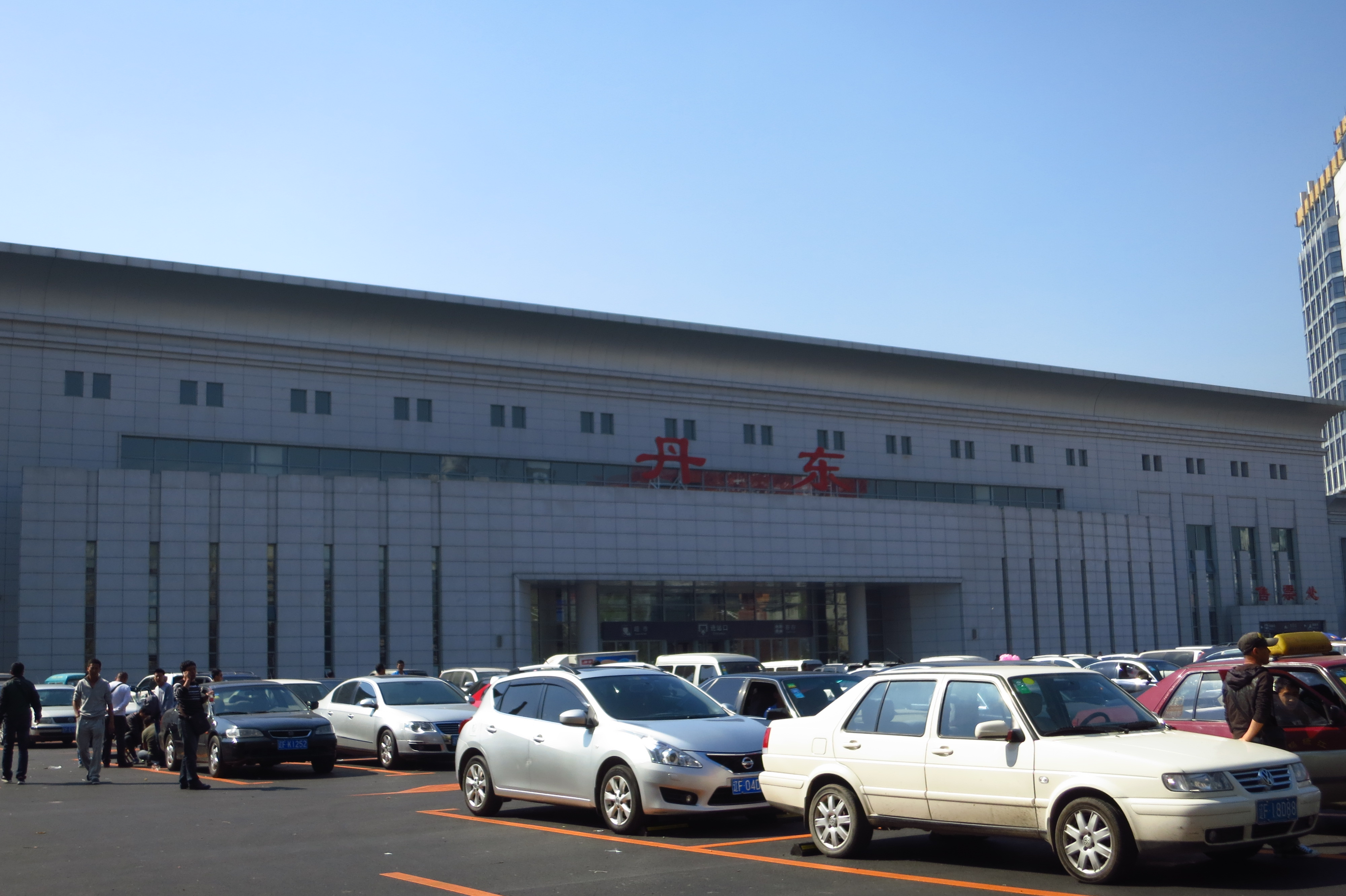
站房（2013）

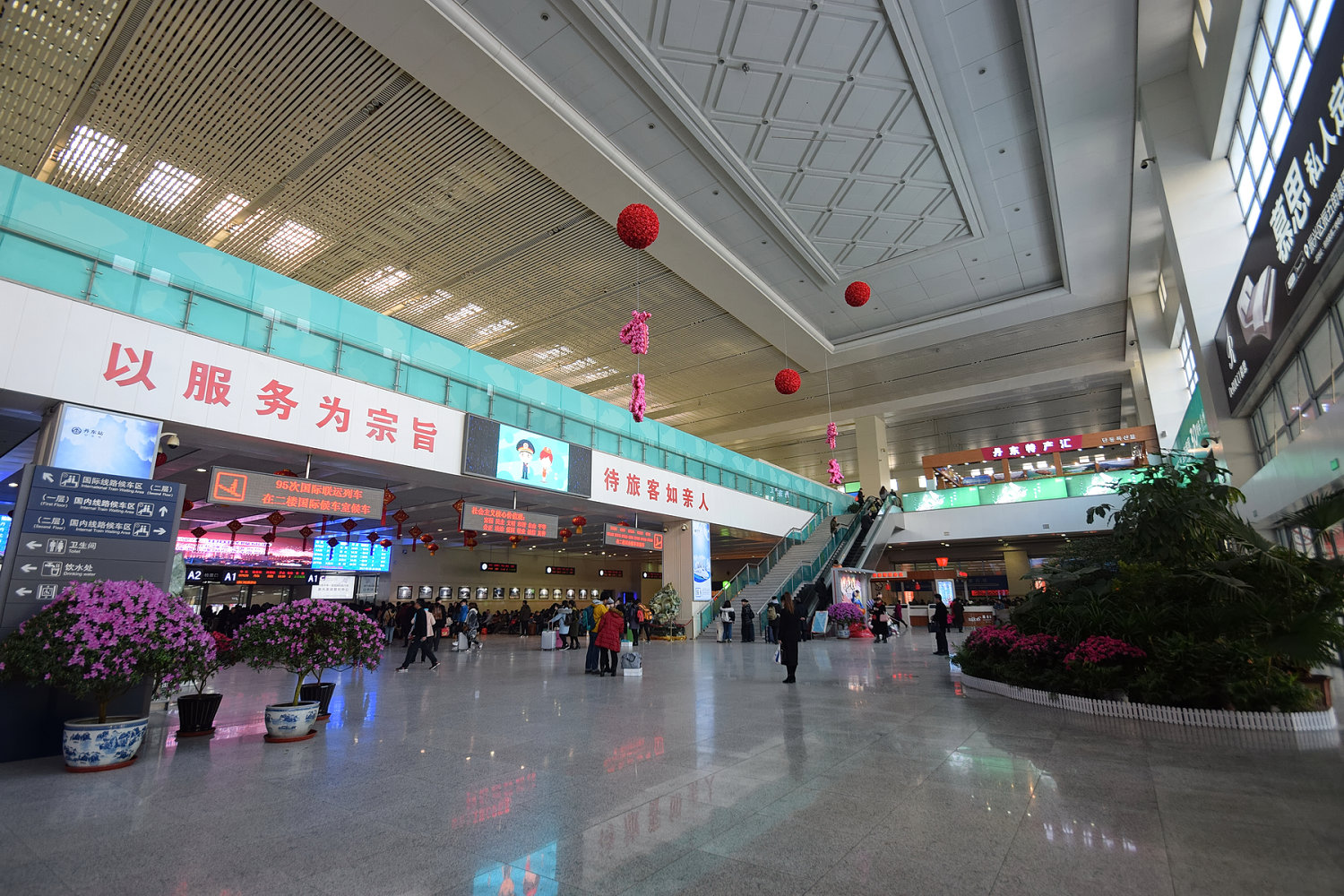
位於一层的国内线路候车区

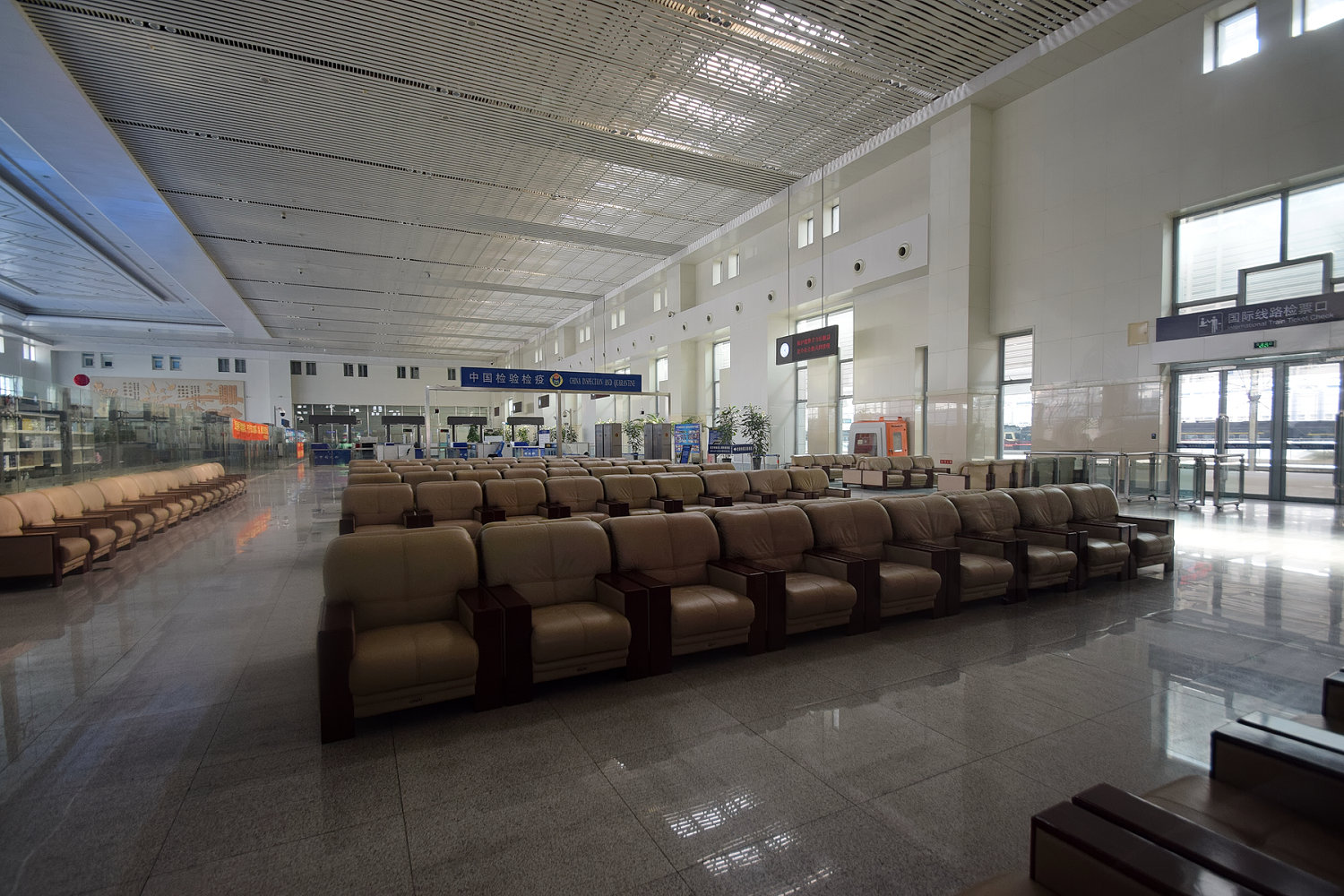
位於二层的国际线路候车区及丹东铁路口岸

丹东站目前使用的站房于2009年投入使用，站舍长146.4米、宽46米，主体两层，局部三层，建筑面积1.53万平方米

### 站场

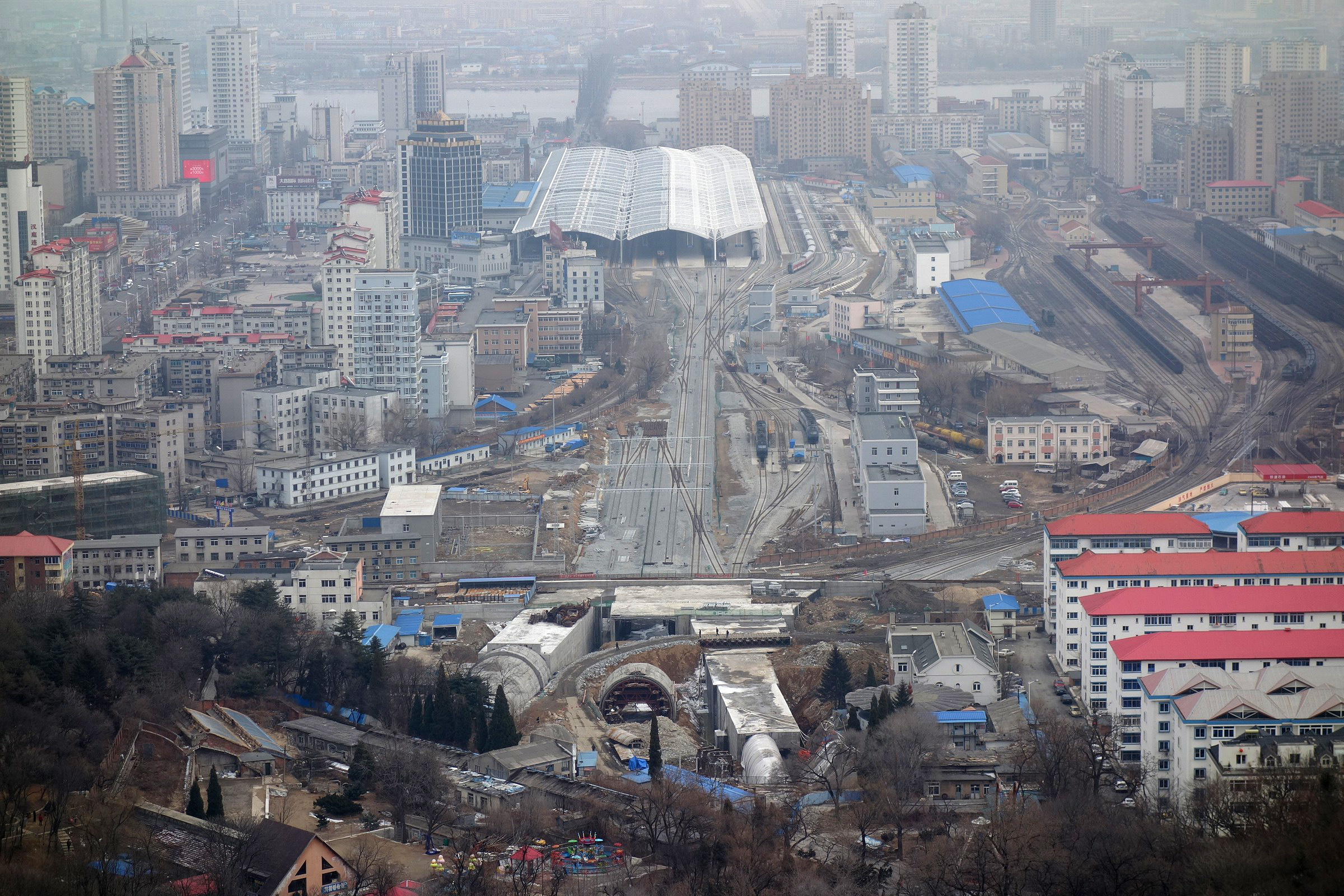
俯瞰改造中的丹东站站场（2015年）

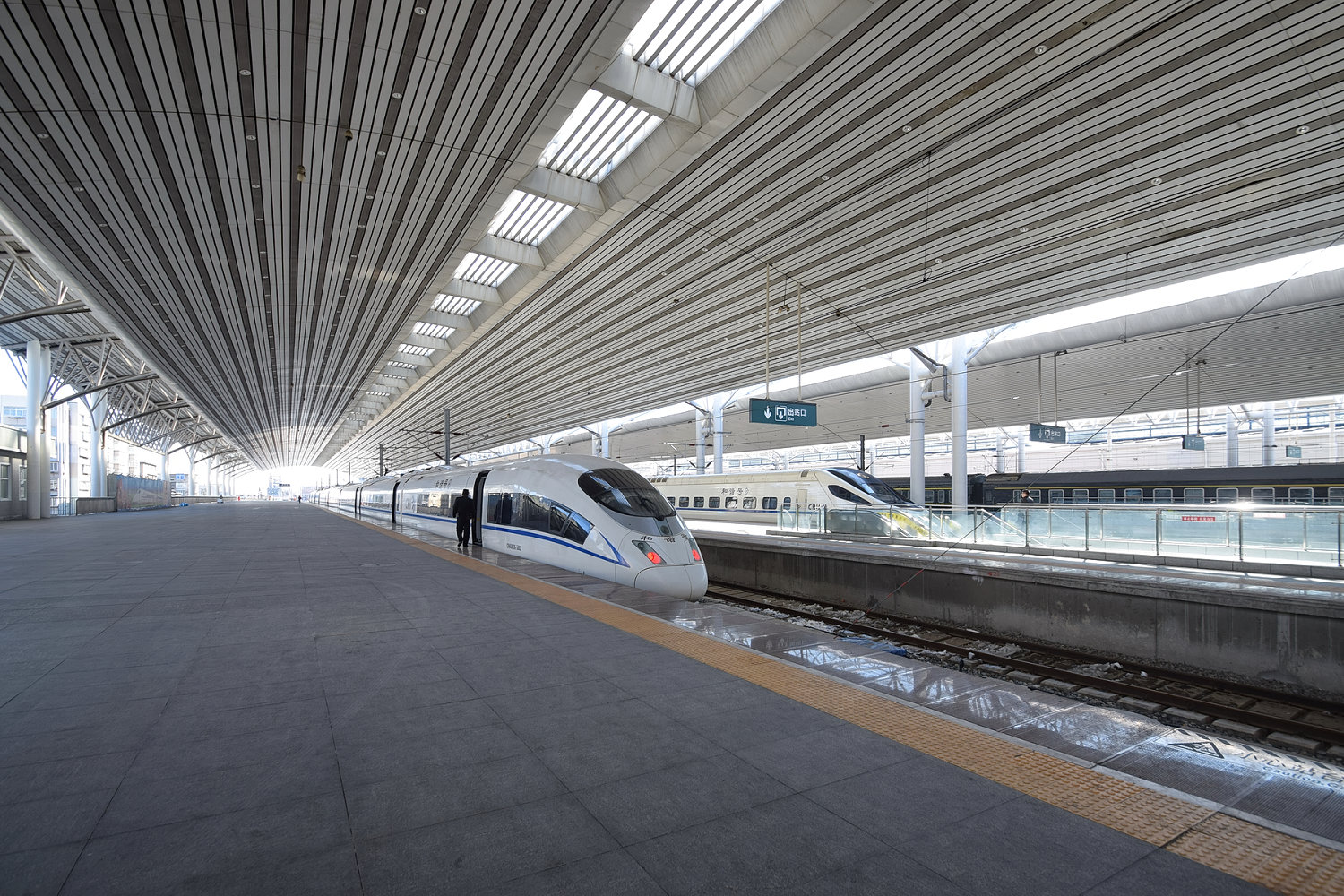
丹东站1号站台

丹东站为沈丹铁路等线路上的区段站，按业务性质为客货运站，负责旅客列车到发、乘降、上水、甩挂、行包装卸，货物列车编组、解体、货物装卸，军运及中朝联运等业务。车站共设有3座站场，Ⅰ场为客运车场，Ⅱ、Ⅲ场为货运车站。
丹东站Ⅱ、Ⅲ场为货运车站，位于客场西侧：其中Ⅱ场为中朝联运车场，设有到发线3条、停留线5条、货物线2条，办理联运货物列车到发、解编作业及联运业务；Ⅲ场为地区货运车场，承担沈丹线及丹大线货物列车到发解编作业。Ⅲ场原设有货物装卸线1条、到发线4条、调车线7条、机走线1条，2016年改造后设有6条到发线、调车线7条。此外，在客车场和中朝联运车场之间设有零担货场，在中朝联运车场和调车场南端设有粗杂货物和材料厂，另设有苏家屯机务段丹东运用车间和沈阳车辆段丹东客整所。
丹东站Ⅰ场为客运车场，设有5面9线，其中Ⅱ、Ⅲ、Ⅵ、Ⅶ道为正线，但无列车通过。站台被高14米的无站台柱雨棚覆盖，Ⅲ、4道和Ⅵ、8道间设有雨棚柱。
| 月台编号 | 路线         | 行驶方向                             |
| -------- | ------------ | ------------------------------------ |
| 1～9     | 沈丹铁路     | 凤凰城・本溪・沈阳・京哈铁路北京方向 |
| 1～9     | 丹大铁路     | 前阳方向                             |
| 1～9     | 平义线       | 新义州青年・平壤方向                 |
| 1～9     | 沈丹客运专线 | 凤城东・本溪・沈阳方向               |
| 1～9     | 丹大城际铁路 | 东港北・庄河北・金州・大连北方向     |

## 运营

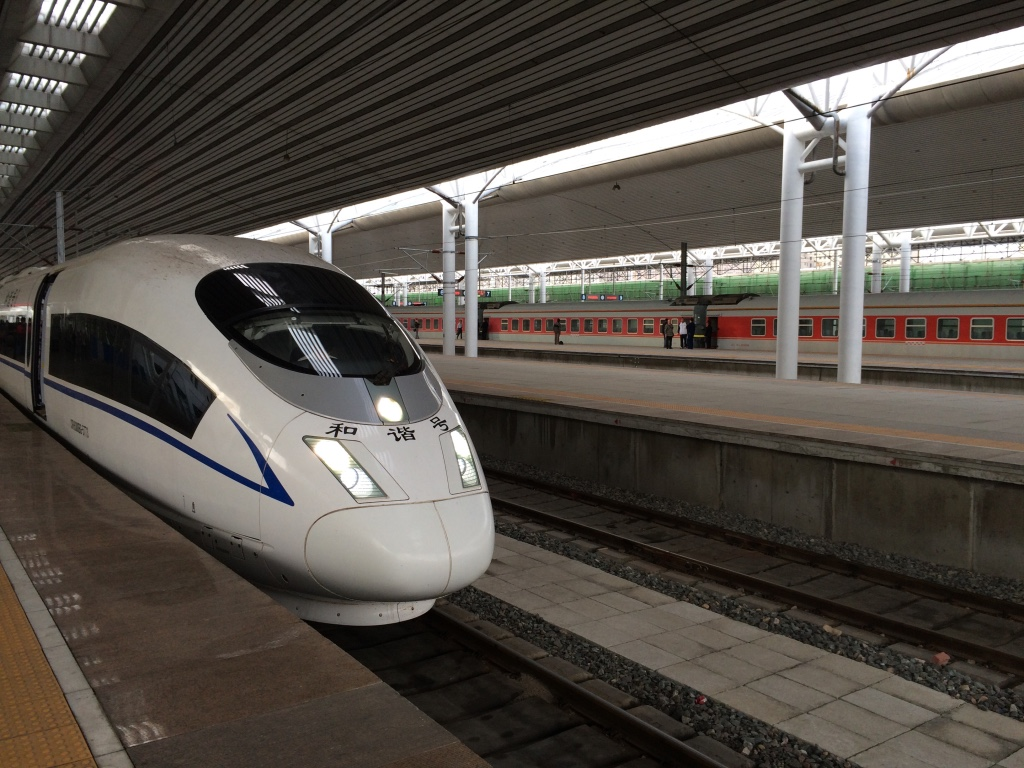
开往北京南方向的G398停靠在丹东站

丹东站现有发往北京、上海、哈尔滨、齐齐哈尔、大连等多条长途线路，并有到达省内各主要城市的客运线路。另每日开行丹东至平壤的95次列车、每周有四班北京至平壤的K27/28次列車通行。

### 旅客列车目的地
| 目的地地区 | 列车终到目的地                                                             |
| ---------- | -------------------------------------------------------------------------- |
| 东北地区   | 吉林站、延吉西站、通化站、齐齐哈尔南站、沈阳站、沈阳北站、大连北站、大连站 |
| 华北地区   | 北京站、北京朝阳站、山海关站                                               |
| 华东地区   | 上海虹桥站                                                                 |

## 车站周边
- 丹铁大酒店
- 泓苑大酒店
- 鴨綠江公園
- 锦江山公園
- 鴨綠江大厦
- 新百市
- 万隆体育場
- 华联商厦